# Ismu al-Arus
Ismu al-Arus – miejscowość w Egipcie, w muhafazie Al-Minja. W 2006 roku liczyła 14 275 mieszkańców.